# 永丰仓
永丰仓，隋唐时华州的著名粮仓。
隋朝开皇三年（583年），隋文帝在华州华阴县东北渭水岸南的广通渠口设置广通仓，同时设置的有卫州黎阳仓，洛州河阳仓，陕州常平仓。隋炀帝大业初年改名永丰仓。大业十三年（617年），李渊起兵，攻占永丰仓，开仓放粮。后来渭河河道南移，永丰仓址被隔在渭北今陕西省大荔县境内。